# Inga Marie Nilsson
Britt Inga Marie Nilsson (-Björkman), född 28 februari 1923 i Malmö Sankt Johannes församling, Malmö, död 4 oktober 1999 i Slottsstadens församling, Malmö, var en svensk läkare.
Nilsson blev vid Lunds universitet medicine licentiat 1949, medicine doktor 1954 på avhandlingen Demonstration of a Heparin-like Anticoagulant in Normal Blood och docent i praktisk medicin 1957. Hon innehade olika läkarförordnanden 1949–1950, blev amanuens vid medicinska kliniken vid Malmö allmänna sjukhus 1955, forskningsläkare i klinisk blodforskning där från 1956. Hon blev e.o. professor i klinisk koagulationsforskning vid Statens medicinska forskningsråd 1965. Hon författade vetenskapliga skrifter i hematologi.
År 2012 uppkallades Inga Marie Nilssons gata på Skånes universitetssjukhus område i Malmö efter henne.